# Vàlvula Presta

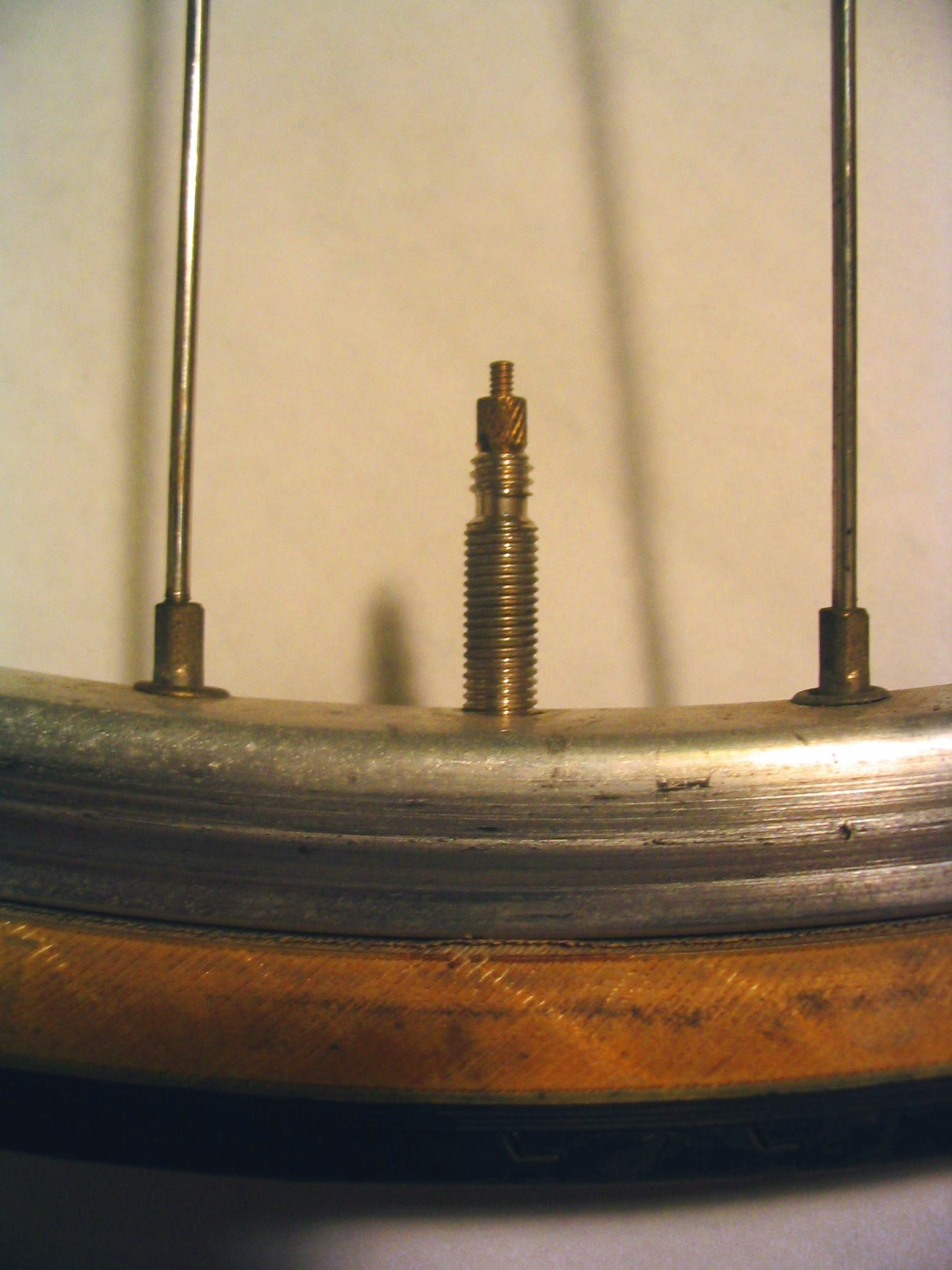
Una vàlvula Presta que es mostra en el context de la llanda i pneumàtic d'una roda de bicicleta

La vàlvula Presta (també anomenada vàlvula Sclaverand o vàlvula francesa) és una vàlvula que es troba normalment en l'estil de carretera d'alta pressió i en algunes càmeres de bicicleta de muntanya. Comprèn una tija de la vàlvula exterior i un cos interior de la vàlvula. També pot estar present una femella de bloqueig per assegurar la tija a la vora de la roda i un tap de la vàlvula
La tija de la vàlvula exterior es fabrica en diverses longituds per a diferents aplicacions, i té un diàmetre més estret (6 mm) que les vàlvules Dunlop i Schrader (8 mm). El punt més feble d'un llom de la bicicleta és normalment el forat de la tija de la vàlvula. El forat més petit per a una vàlvula Presta fa que sigui possible tenir rodes extremadament estretes mantenint la força suficient a la roda.

## Descripció

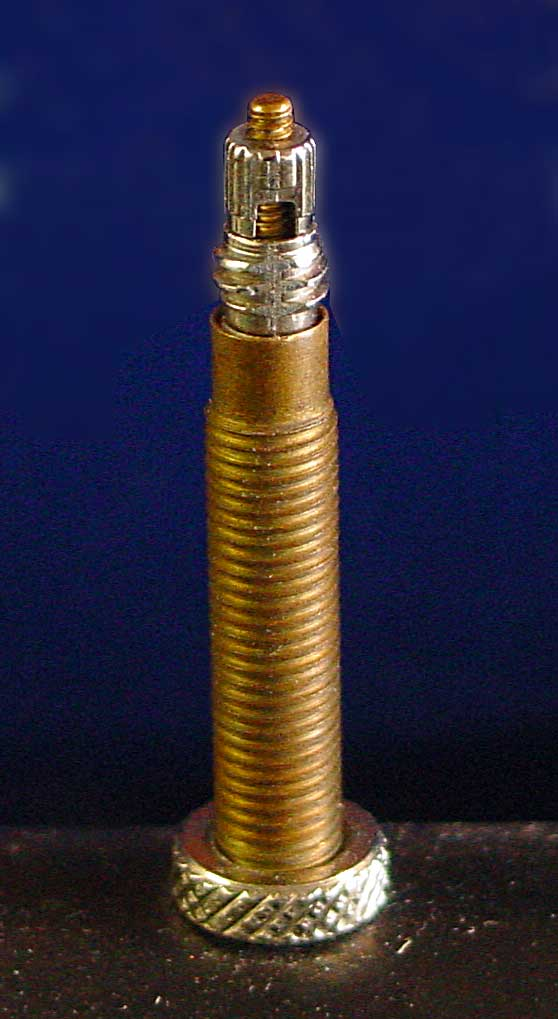
Vista d'una vàlvula Presta

La pressió d'aire en un pneumàtic inflat manté el tanc interior del cos de la vàlvula. Un petit cargol i una femella captiu a la part superior del cos de la vàlvula permeten tancar la vàlvula i assegurar-se que estigui ben tancada. La femella s'ha de desenroscar per permetre que el flux d'aire sigui en qualsevol direcció. Això s'ha de fer abans d'enganxar una manxa. El cargol roman captiu sobre el cos de la vàlvula, fins i tot quan es desenrosca completament; es torna a estrènyer després que el pneumàtic s'infli i es retira la manxa. La tapa de la vàlvula protegeix el cos de la vàlvula, manté la brutícia i el fang fora del mecanisme, i també evita que la vàlvula danyi el tub quan es plega per emmagatzemar, però no és necessari per a evitar la pèrdua de pressió.
Com que les llandes de les bicicletes perforades per vàlvules Presta no permeten adaptar-se a les vàlvules Schrader més amples, sovint és necessari foradar llantes per a tals reemplaçaments. A la inversa, quan una vàlvula Presta s'adapta a l'orifici de llanta Schrader més gran, els engranatges o reductors a vegades s'utilitzen per ocupar l'espai extra.
La vàlvula Presta estàndard té una rosca externa. Es pot instal·lar un adaptador en aquesta rosca externa per permetre que la vàlvula Presta es pogui connectar a una manxa amb una vàlvula Schrader. El mateix adaptador, a causa d'una coincidència de mides de fils, pot convertir una manxa Schrader de fixació directa en una que es pugui connectar a adaptadors flexibles de qualsevol tipus.

## Rosca
Els passos de rosca de les vàlvules Presta segueixen l'estàndard ISO 4570. Els fils externs a la punta de les dues vàlvules Presta "roscades" i "no roscades" són 5V2, que mesura fins a 5,2 × 1,058 mm. Els fils externs del cos principal de les vàlvules "roscades" Presta són 6V1, que mesura 6 × 0,80.

## Sistemes Tubeless
A diferència dels nuclis Schrader, les parts internes de la vàlvula, el nucli de la vàlvula, de les vàlvules Presta estàndard sovint no es poden treure de la tija. Atès que el nucli sol ha estat eliminat per utilitzar una configuració de Tubeless o Universal System Tubeless (UST) perquè es pugui afegir un segellador de pneumàtics, les vàlvules Presta amb nucli desmuntables s'han popularitzat.